# 聖喇沙會大學
聖喇沙會大學（英語：University of St. La Salle）是一間位於菲律賓巴科洛德的私立天主教大學，由喇沙會菲律賓區於1952年成立。学院包括商業與會計，工程與技術，藝術與科學，教育，護理，法律，醫學。在4icurank排名第8955名。世界大學網路排名列為14290位。

## 外部聯結
- 官網 （页面存档备份，存于）

10°40′44″N 122°57′45″E / 10.67889°N 122.96250°E